# São Miguel de Acha
São Miguel de Acha is een plaats (freguesia) in de Portugese gemeente Idanha-a-Nova en telt 702 inwoners (2001).